# Омеляньчук, Данель
Дане́ль Омеляньчу́к (пол. Daniel Omielańczuk; 31 августа 1982, Соколув-Подляски) — польский боец смешанного стиля, представитель тяжёлой весовой категории. Выступает на профессиональном уровне начиная с 2009 года, известен по участию в турнирах бойцовской организации UFC.

## Биография
Данель Омеляньчук родился 31 августа 1982 года в городе Соколув-Подляски Мазовецкого воеводства. Под впечатлением от фильма «Американский ниндзя» уже с раннего детства увлекался единоборствами, в возрасте семи лет записался в секцию карате и ходил в неё в течение двух лет. Позже практиковал такие дисциплины как тайский бокс и ушу-саньда — неоднократно выигрывал первенство Польши в тяжёлой весовой категории, участвовал во многих международных турнирах. Также начиная с 2005 года выступал в смешанных единоборствах на любительском уровне, имеет и здесь несколько титулов, в частности становился обладателем Кубка Польши, был вице-чемпионом страны в тяжёлом весе.

### Начало профессиональной карьеры
Дебютировал в ММА на профессиональном уровне в октябре 2009 года, победив единогласным решением судей довольно известного польского бойца Кароля Целиньского. В дальнейшем, тем не менее, выступал не так удачно — на турнире крупного польского промоушена KSW за один вечер потерпел два поражения подряд, в том числе решением большинства проиграл латвийскому кикбоксеру Константину Глухову. А следующий поединок вовсе был признан несостоявшимся из-за нанесённого «футбольного удара» по лежачему сопернику.
Несмотря на ряд неудач, Омеляньчук продолжал драться на различных турнирах и в большинстве боёв выигрывал. В 2012 году он особенно часто дрался на Украине, в том числе выиграл два прошедших в Харькове турнира «Честь воина».

### Ultimate Fighting Championship
Одержав десять побед подряд, в 2013 году Данель Омеляньчук привлёк к себе внимание крупнейшей американской организации Ultimate Fighting Championship и дебютировал здесь яркой победой нокаутом над таким же новичком Нандором Гельмино. Однако в двух последующих поединках встречался с опытными американцами Джаредом Рошолтом и Энтони Хэмилтоном, проиграв обоим единогласным судейским решением. Затем выиграл два боя на территории Великобритании, после чего в июле 2016 года встретился с титулованным россиянином Алексеем Олейником — бой между ними получился равным, в итоге большинство судей было на стороне поляка. Закончил год поражением от голландца Стефана Стрюве.
2017 год оказался для Омеляньчука не очень удачным, он потерпел поражения раздельным решением судей от Тимоти Джонсона и единогласным решением от Кёртиса Блейдса.

## Статистика в профессиональном ММА
| Боёв 40         | Побед 25 | Поражений 13 |
| --------------- | -------- | ------------ |
| Нокаутом        | 6        | 2            |
| Сдачей          | 10       | 2            |
| Решением        | 9        | 9            |
| Ничьи           | 1        | 1            |
| Не состоявшихся | 1        | 1            |

| Результат    | Рекорд      | Соперник            | Способ                       | Турнир                                 | Дата             | Раунд | Время | Место                   | Примечание                                                        |
| ------------ | ----------- | ------------------- | ---------------------------- | -------------------------------------- | ---------------- | ----- | ----- | ----------------------- | ----------------------------------------------------------------- |
| Поражение    | 25-13-1 (1) | Рикардо Прасел      | Сабмишном (замок лодыжки)    | KSW 70: Пудзяновский - Матерла         | 28 мая 2022      | 1     | 1:48  | Лодзь, Польша           |                                                                   |
| Поражение    | 25-12-1 (1) | Адам Богатырев      | Решением (единогласным)      | ACA 136: Букуев - Акопян               | 26 февраля 2022  | 3     | 5:00  | Москва, Россия          |                                                                   |
| Поражение    | 25-11-1 (1) | Евгений Гончаров    | Техническим нокаутом (удары) | ACA 128: Гончаров - Омельянчук         | 11 сентября 2021 | 3     | 1:39  | Минск, Белоруссия       |                                                                   |
| Победа       | 25-10-1 (1) | Даниэль Джеймс      | Единогласное решение         | ACA 122: Джонсон - Побережец           | 23 апреля 2021   | 3     | 5:00  | Минск, Белоруссия       |                                                                   |
| Поражение    | 24-10-1 (1) | Тони Джонсон        | KO (удар рукой)              | ACA 114                                | 26 ноября 2020   | 1     | 1:09  | Лодзь, Польша           | Бой за вакантный титул чемпиона ACA в тяжёлом весе.               |
| Победа       | 24-9-1 (1)  | Томас Пакутинскас   | TKO (отказ)                  | ACA 109                                | 20 августа 2020  | 1     | 5:00  | Лодзь, Польша           |                                                                   |
| Победа       | 23-9-1 (1)  | Денис Смолдарев     | KO (удар локтем)             | ACA 101                                | 15 ноября 2019   | 1     | 4:40  | Варшава, Польша         |                                                                   |
| Победа       | 22-9-1 (1)  | Евгений Ерохин      | TKO (удары руками)           | ACA 96                                 | 8 июня 2019      | 1     | 1:33  | Лодзь, Польша           |                                                                   |
| Победа       | 21-9-1 (1)  | Зелимхан Умиев      | Единогласное решение         | ACA 92                                 | 16 февраля 2019  | 3     | 5:00  | Варшава, Польша         |                                                                   |
| Поражение    | 20-9-1 (1)  | Амир Алиакбари      | Единогласное решение         | ACB 89                                 | 8 сентября 2018  | 3     | 5:00  | Краснодар, Россия       |                                                                   |
| Победа       | 20-8-1 (1)  | Бобби Брентс        | Сдача (скручивании шеи)      | ACB 83                                 | 24 марта 2018    | 1     | 2:45  | Баку, Азербайджан       |                                                                   |
| Поражение    | 19-8-1 (1)  | Кёртис Блейдс       | Единогласное решение         | UFC 213                                | 8 июля 2017      | 3     | 5:00  | Лас-Вегас, США          |                                                                   |
| Поражение    | 19-7-1 (1)  | Тимоти Джонсон      | Раздельное решение           | UFC Fight Night: Манува — Андерсон     | 18 марта 2017    | 3     | 5:00  | Лондон, Англия          |                                                                   |
| Поражение    | 19-6-1 (1)  | Стефан Стрюве       | Сдача (удушение д’Арсе)      | UFC 204                                | 8 октября 2016   | 2     | 1:41  | Манчестер, Англия       |                                                                   |
| Победа       | 19-5-1 (1)  | Алексей Олейник     | Решение большинства          | UFC Fight Night: McDonald vs. Lineker  | 13 июля 2016     | 3     | 5:00  | Су-Фолс, США            |                                                                   |
| Победа       | 18-5-1 (1)  | Ярьис Даньо         | Решение большинства          | UFC Fight Night: Silva vs. Bisping     | 27 февраля 2016  | 3     | 1:31  | Лондон, Англия          | Даньо не смог продолжить поединок после пропущенного удара в пах. |
| Победа       | 17-5-1 (1)  | Крис де ла Роча     | TKO (удары руками)           | UFC Fight Night: Bisping vs. Leites    | 18 июля 2015     | 1     | 0:48  | Глазго, Шотландия       |                                                                   |
| Поражение    | 16-5-1 (1)  | Энтони Хэмилтон     | Единогласное решение         | UFC Fight Night: Gonzaga vs. Cro Cop 2 | 11 апреля 2015   | 3     | 5:00  | Краков, Польша          |                                                                   |
| Поражение    | 16-4-1 (1)  | Джаред Рошолт       | Единогласное решение         | UFC Fight Night: Nogueira vs. Nelson   | 11 апреля 2014   | 3     | 5:00  | Абу-Даби, ОАЭ           |                                                                   |
| Победа       | 16-3-1 (1)  | Нандор Гельмино     | KO (удар рукой)              | UFC 165                                | 21 сентября 2013 | 3     | 3:18  | Торонто, Канада         |                                                                   |
| Победа       | 15-3-1 (1)  | Давид Ткешелашвили  | Единогласное решение         | ECSF 2                                 | 15 декабря 2012  | 3     | 5:00  | Нахичевань, Азербайджан |                                                                   |
| Победа       | 14-3-1 (1)  | Фаррух Маммадиев    | Сдача (север-юг)             | Честь воина 2                          | 9 ноября 2012    | 1     | 0:00  | Харьков, Украина        |                                                                   |
| Победа       | 13-3-1 (1)  | Тадас Мицейка       | Submission (kimura)          | Честь воина 2                          | 9 ноября 2012    | 1     | 0:00  | Харьков, Украина        |                                                                   |
| Победа       | 12-3-1 (1)  | Юлиан Богданов      | Сдача (треугольник руками)   | ECSF: Kolomyia Cup                     | 13 октября 2012  | 1     | 3:06  | Коломыя, Украина        |                                                                   |
| Победа       | 11-3-1 (1)  | Евгений Тимановский | Сдача (удушение сзади)       | Честь воина                            | 25 мая 2012      | 2     | 1:54  | Харьков, Украина        |                                                                   |
| Победа       | 10-3-1 (1)  | Юрий Горбенко       | Сдача (американа)            | Честь воина                            | 25 мая 2012      | 2     | 2:24  | Харьков, Украина        |                                                                   |
| Победа       | 9-3-1 (1)   | Иван Богданов       | Сдача (американа)            | ECSF 1                                 | 28 апреля 2012   | 1     | 0:17  | Киев, Украина           |                                                                   |
| Победа       | 8-3-1 (1)   | Владимир Абдулов    | Сдача (север-юг)             | IFC: Winner Punch 2                    | 24 марта 2012    | 1     | 1:58  | Пила, Польша            |                                                                   |
| Победа       | 7-3-1 (1)   | Иван Гайванович     | Сдача (кимура)               | West Fight 3                           | 11 марта 2012    | 1     | 1:54  | Тернополь, Украина      |                                                                   |
| Победа       | 6-3-1 (1)   | Дэйман Лейк         | Единогласное решение         | Bushido Lithuania 47                   | 5 ноября 2011    | 3     | 5:00  | Лондон, Англия          |                                                                   |
| Победа       | 5-3-1 (1)   | Якуб Бересинский    | KO (ногой в голову)          | ASP: Champions Night                   | 20 августа 2011  | 1     | 2:29  | Кошалин, Польша         |                                                                   |
| Поражение    | 4-3-1 (1)   | Михаль Влодарек     | Раздельное решение           | VAC: Victory and Glory                 | 10 июня 2011     | 2     | 5:00  | Седльце, Польша         |                                                                   |
| Ничья        | 4-2-1 (1)   | Дмитрий Побережец   | Ничья                        | Fight on the East                      | 23 января 2011   | 3     | 3:00  | Жешув, Польша           |                                                                   |
| Победа       | 4-2 (1)     | Пётр Милинский      | Единогласное решение         | IFC: Winner Punch                      | 19 ноября 2010   | 3     | 5:00  | Быдгощ, Польша          |                                                                   |
| Победа       | 3-2 (1)     | Патрик Гаца         | Единогласное решение         | Fight Night Łobez                      | 23 октября 2010  | 2     | 5:00  | Лобез, Польша           |                                                                   |
| Победа       | 2-2 (1)     | Блазей Войцик       | Сдача (удушение сзади)       | Pro Fight 5                            | 18 июня 2010     | 1     | 1:29  | Вроцлав, Польша         |                                                                   |
| Не состоялся | 1-2 (1)     | Михаль Гутовский    | NC (запрещённый соккер-кик)  | Iron Fist 2                            | 14 мая 2010      | 2     | 2:46  | Щецин, Польша           |                                                                   |
| Поражение    | 1-2         | Давид Олива         | Единогласное решение         | KSW 12                                 | 11 декабря 2009  | 2     | 5:00  | Варшава, Польша         |                                                                   |
| Поражение    | 1-1         | Константин Глухов   | Решение большинства          | KSW 12                                 | 11 декабря 2009  | 2     | 5:00  | Варшава, Польша         |                                                                   |
| Победа       | 1-0         | Кароль Целиньский   | Единогласное решение         | FCK: Łobez                             | 17 октября 2009  | 2     | 5:00  | Лобез, Польша           |                                                                   |